# Celles-sur-Aisne
Celles-sur-Aisne je francouzská obec v departementu Aisne v regionu Hauts-de-France. V roce 2011 zde žilo 252 obyvatel.

## Sousední obce
Aizy-Jouy, Condé-sur-Aisne, Chassemy, Chivres-Val, Nanteuil-la-Fosse, Sancy-les-Cheminots, Vailly-sur-Aisne

## Vývoj počtu obyvatel
Počet obyvatel 